# FDP-Bundesparteitag 1967
Koordinaten: 52° 22′ 33″ N, 9° 46′ 10″ O

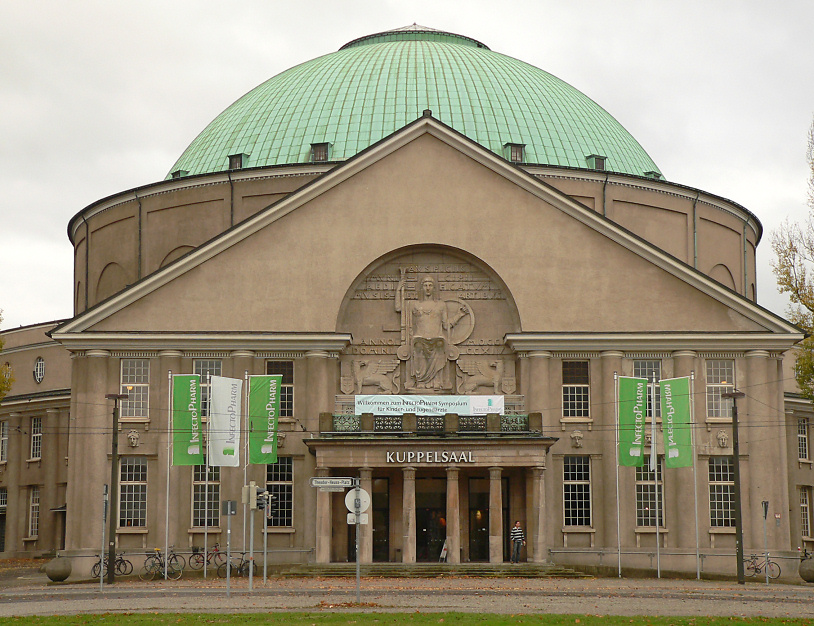
Kuppelsaal der Stadthalle Hannover

Den Bundesparteitag der FDP 1967 hielt die FDP vom 3. bis 5. April 1967 in Hannover ab. Es handelte sich um den 18. ordentlichen Bundesparteitag der FDP in der Bundesrepublik Deutschland.

## Beschlüsse
Thomas Dehler hielt eine Rede zum Thema „Für eine radikale liberale Politik“. Der Parteitag verabschiedete am Vormittag des 5. April 1967 „einmütig“ die „Ziele des Fortschritts. Aktionsprogramm der Freien Demokratischen Partei (107 Thesen)“. Der Wahlspruch des Parteitags lautete: „Sieger des Fortschritts – FDP.“
Parteivorsitzender blieb Erich Mende. Auf dem Parteitag versuchten die Jungdemokraten, unterstützt von den Journalisten Henri Nannen (Stern) und Rudolf Augstein (Der Spiegel), die Parteiführung durch gezielte Störaktionen zum Rücktritt zu bewegen. Ein Antrag, Rudolf Augstein solle im Plenum des Parteitags Rederecht erhalten, wurde sehr knapp mit 128 zu 118 Stimmen abgelehnt. Augstein hatte geplant, seine Rede auf einem Brockhaus stehend zu halten, da Mende ihm im Vorfeld des Parteitags vorgehalten hatte, er solle einmal im Lexikon nachschlagen, was politischer Liberalismus bedeute. Das enge Abstimmungsverhältnis war auch ein Indikator für die Uneinigkeit der Partei im Bezug auf die Neue Ostpolitik. In dem inhaltlichen Beschluss des Parteitags konnte man sich auf eine Kompromissformel zur Oder-Neiße-Grenze einigen: Die traditionelle Formel, erst mit einem Friedensvertrag können abschließend über Grenzen beschlossen werden, wurde auf Druck des linken Flügels ergänzt, „dass eine mögliche Zusammenführung der getrennten Teile Deutschlands nicht an territorialen Fragen scheitern“ dürfe. Diese Formulierung ermöglichte eine breite Zustimmung zur gesamten Beschlussfassung.